# Goniopecten binghami
Goniopecten binghami är en sjöstjärneart som beskrevs av David R. Boone 1928. Goniopecten binghami ingår i släktet Goniopecten och familjen Goniopectinidae. Inga underarter finns listade i Catalogue of Life.